# Апокрифи Старого Заповіту
Старозавітні апокрифи (Єврейські апокрифи) — це апокрифи, створені за мотивами чи в контексті Старого Заповіту. Вони вперше з'явились на межі 3 і 2 століття до н. е. й продовжували виникати аж до початку 2 століття. За своїм жанром старозавітні апокрифи відносяться до апокаліптичної літератури, писань мудреців, заповітів, мідрашів та агад. У західній (особливо протестантській) біблеїстиці, «старозавітними апокрифами» називаються лише неканонічні книги Старого Заповіту (які Православною церквою приймаються), а решта називається «єврейськими апокрифами».

## Мідраші

### Книга Ювілеїв
Книга Ювілеїв, або Мале Буття, містить легенди на тему сказань Книги Буття і Книги Виходу. Вона написана ревним законником, який прагнув показати, що обряди Мойсеєвого П'ятикнижжя дотримувалися ще в патріархальну епоху. 
Автор вважає, що Закон був записаний на небесних скрижалях ще до створення світу. Назва книги пов'язана з тим, що автор ділить історію на цикли по 50 років (ювілеї). На Книгу Ювілеїв посилаються святитель Епіфаній Кіпрський і блаженний Єронім. Текст книги (в ефіопському перекладі) було знову відкрито І. Л. Крапфом і видано Ділльманном (1859). Збереглися також грецький переклад і фрагменти єврейського оригіналу (серед кумранських текстів). Написана Книга Ювілеїв наприкінці 2 століття до н. е. Автором її був або фарисей, або член кумранської секти. На російську мову була перекладена прот. А. Смирновим.

### Книга життя Адама і Єви
Книга життя Адама і Єви являє собою легендарно-художній переказ історії перших людей від їхнього вигнання з Едему до смерті Адама. Падіння сатани пояснюється заздрістю його до людини, якій (як образу Божому) він не хотів вклонитися. Автор сповідує віру в прийдешнє спасіння: «Господь відкине від Себе злих, а праведні будуть сяяти, наче сонце. І в цей час люди будуть очищені від гріхів водою» (29:9). 
Книга написана в євангельську епоху, і згадка води, можливо, вказує на сподівання, викликані проповіддю Йоана Хрестителя. Збереглася у латинському і грецькому перекладах. Її варіант мав умовну назву «Апокаліпсис Мойсея».

### Апокриф Книги Буття
Апокриф Книги Буття є вільним переказом розділів 12-15 Книги Буття. Вціліли лише фрагменти книги на арамейській мові в кумранській бібліотеці. 

### Мучеництво пророка Ісаї
Мучеництво пророка Ісаї переказує легенду про смерть пророка, котрого нібито перепиляли пилкою під час гоніння Манасії. Книга оброблена християнським автором близько 2 століття на основі юдейського мідрашу 1 століття до н. е.

## Апокаліпсиси

### Книги Єноха
Книга Єноха (1 Енох) містить обітниці і пророцтва про світові події і прихід Месії, Який був названий Сином Людським, Обранцем, Сином Жони, Святим. Говориться, що Він був "обраний і прихований" перед Господом "перш, ніж був створений світ" (48:70). 
За стилем і духом 1 Книга Єноха найбільш близька до Книги Даниїла. Історія гріхопадіння зв'язується автором (або авторами) не з Бут. 3, а з Бут. 6:1-6: занепалі ангели навчили людей ворожбитству і були за це вкинуті у безодню (пор. Юд 1:6, 14-15). Книга розпадається на кілька частин:
- вступ (1-5);
- ангели і Всесвіт (6-36);
- притчі (37-71);
- небесні світила (72-82);
- видіння (83-90);
- заклик до праведності (91-105);
- висновок (106-108), що включає Книгу Ноя (106-107).

1 Книга Єноха дає найповніше уявлення про сподівання юдеїв у міжзавітний період. Книга була відкрита заново в ефіопському перекладі й видана англійською мовою у 1821. Збереглися уривки на грецькій та і арамейській мовах (у Кумрані). Мабуть, не всі частини книги були записані одночасно. Найбільш ранні розділи відносяться до епохи повстання Макавеїв (у ній є прямі натяки на Юду Маккавея). Хоча 1 Книга Єноха не була включена в канон, вона користувалася великою повагою у стародавній Церкві (див. Юд. 1:14). На російську мову перекладена прот. А. Смирновим. 
2 Книга Єноха, або Книга Таїн Єноха (2 Єнох), описує вознесіння Єноха на небо, де йому відкриваються долі світу від гріхопадіння до Потопу. Книга збереглася в старослов'янському перекладі. Оригінал, імовірно, написаний на арамейській або давньоєврейській мові. Сонячний календар, котрого дотримується автор, вказує на його зв'язок з Кумраном. На російську мову перекладена Сергієм Аверинцевим. 
3 Книга Єноха (3 Єнох) — маловивчений текст, що зберігся у середньовічному латинському перекладі. Виданий у 1928 році.

### Вознесіння Мойсея
Вознесіння Мойсея, апокаліпсис, що дійшов до нас лише у вигляді фрагменту. У поданні автора, Суд Божий і перемога над дияволом збігаються із загибеллю "орла" - Римської імперії, коли один Бог запанує над Ізраїлем та світом. Написана книга у перші роки н. е. людиною, близькою до зилотів та ессеїв. Збереглася у латинському перекладі.

### Апокаліпсис Авраама
Апокаліпсис Авраама оповідає про долю старозавітної Церкви, котра була нібито відкрита ще Авраамові. Зберігся у старослов'янському перекладі. Джерело ідей, мабуть, ессейське.

### Кумранські апокаліпсиси
- Війна синів Світу
- Книга таємниць

### Апокаліпсис пророка Іллі
Апокаліпсис пророка Іллі — це християнська обробка месіанських пророцтв, написаних у 1 столітті до н. е. - 1 столітті н. е.

### Пророцтва Сивіли
Пророцтва Сивіли — це поеми, написані від імені язичницької віщунки Сивіли. Укладачі їх закликають язичників звернутися до Єдиного Бога, викривають ідолопоклонство, зло та нечестя. Юдейським авторам належать III, IV та V частини книги. Датується часом між 1 століттям до н. е. та 1 століттям н. е. 

### Апокаліпсиси Баруха
Апокаліпсис Баруха (Апокаліписи Варуха) містить пророцтва про Царство Месії, котре має прийти на зміну часам випробувань. Прихід його ставиться у зв'язок із суворим дотриманням Закону. Зберігся у двох варіантах - сирійському і грецькому, хоча написаний, ймовірно, на єврейській мові. Дата - кінець 1 століття н. е., після руйнування Єрусалима імператором Тітом.

## Псалми
Псалми Соломонові написані як викриття недостойних правителів, обіцяють їм відплату руками західних ворогів - «кітім» (кітіїв). Пришестя Месії описано як подія надприродна і одночасно політична. За стилем Псалми Соломонові споріднені канонічному Псалтирю. Вціліли лише у грецькому перекладі з єврейської. Псалми Соломонові стали відомі науці з 17 століття. Як вважають, вони були написані у період завоювання Юдеї Помпеєм (63 до н. е.), але в книзі є натяки на смерть Помпея, що вказує на 48 до н. е..
Оди, або Пісні Соломона — християнські гімни гностичного характеру. Уперше видані в 1909 році. 
Подячні гімни, що збереглися серед кумранських текстів. 

## Твори у стилі писань мудреців
Послання Арістея до Філократа оповідає про те, як був створений переклад Сімдесяти (Септуагінта). Крім розповіді про цю подію апокриф містить апологію релігії Старого Заповіту, у котрій віра не суперечить розуму. Враховуючи, що його читачами були і язичники, автор не заперечує, що під ім'ям Зевса вони можуть шанувати істинного Бога. Незважаючи на ряд анахронізмів, Послання містить історичні відомості. Дата написання книги - близько 200 н. е. 
4 Книга Макавеїв (або Про панування розуму) містить філософські бесіди, побудовані як мідраш до оповіді 2 Книги Макавеїв про Елеазар і братів-мучеників. У давнину книга приписувалася Йосифу Флавію. Вона є характерним твором александрійської юдейської літератури, у котрій біблійне вчення поєднувалося з античною філософією. На цю книгу нерідко посилалися Святі Отці. Дата її створення не встановлена, але з найбільшою ймовірністю її можна віднести до періоду між 18-37 н. е. 

## Заповіти
Заповіти дванадцяти патріархів написані як наслідування Бут. 49 і являють собою заповіти-пророцтва, вкладені в уста синів патріарха Якова. 
У книзі розповідається про небесні таємниці та долю Ізраїлю. Месія названий Священиком, причому змальовано відкинення Його юдейським народом. Фрагменти книги, знайдені у Кумрані, вказують на зв'язок їх авторів з ессейством. У нинішньому вигляді, на думку більшості дослідників, книга несе сліди її переробки юдео-християнином, що жив у Палестині. 
Заповіт Авраама зберігся у двох редакціях на грецькій мові. Заповіт Адама і Заповіт Ісаака збереглися на сирійській, арабській та ефіопській мовах. Усі три твори перероблялися християнськими авторами.

## Православний погляд
З точки зору православного богослов'я значення старозавітних апокрифів визначається тим, що вони відтворюють те духовне середовище, у котрому жили євреї перед приходом Христа, а також у євангельську і апостольську епохи. Коло ідей, що розвиваються апокрифами, допомагає зрозуміти багато місць Нового Заповіту. У них є напружені есхатологічні та месіанські сподівання, віра у швидкий Суд над світом, апокаліптічний погляд на історію як арену битви незримих протиборчих сил. У апокрифах, з точки зору Православ'я, є проблиски істини, коли вони говорять про Месію як про надприродну Істоту, але ці проблиски поєднуються із неприборканою апокаліптічною фантазією, упевненістю, що Суд Божий невіддільний від відродження Ізраїльського царства. Таким чином, апокрифи пояснюють і неприйняття Христа, і фактори, котрі сприяли вірі в нього. Деякі вислови цих апокрифів близькі до євангельських. У певному сенсі старозавітні апокрифи являють собою міст між двома заповітами.

### Сайти
- (рос.) Апокрифы / Библиологический словарь[недоступне посилання з червня 2019]
- (рос.) Русская апокрифическая студия [Архівовано 12 січня 2011 у Wayback Machine.]